# 나진인
나진인(羅眞人)은 중국의 사대기서(四大奇書) 중 하나인 《수호전》(水滸傳)에 등장하는 인물이다. 그의 도술은 선인(仙人)의 경지에 있으며 천기(天機)를 아는 인간을 초월한 존재. 108성의 한 사람인 입운룡 공손승의 스승이다.

## 생애
계주 이선산(二仙山)에 사는 노도사(老道士). 제자인 공손승에게 도술·선술을 가르쳤다. 공손승은 조개 등과 함께 생신강을 탈취해 양산박에 들어갔으나 공손승은 어머니를 만나기 위해 양산박을 떠난 후 이선산 나진인의 품으로 돌아와 도사 수행을 하였다.
후에 시진이 고렴에 의해 사로잡혔을 때, 양산박은 시진을 구출하러 향하지만 고렴이 사용하는 요술로 인해 몹시 고전한다. 이에 양산박은 공손승을 불러들여 고렴에게 대항하고자 하고 공손승을 찾기위해 대종과 이규가 이선산으로 향하게 된다. 공손승은 다시 하산하여 양산박에 협조하는 것에 마음을 먹으나, 나진인은 공손승이 또 다시 속세에 연루될 것을 우려하여 하산을 허락하지 않았다. 이에 화가 난 이규는 밤중에 나진인을 덮쳐 죽이려 했으나 나진인은 이를 간파하고 거꾸로 선술로 이규를 응징하였다. 그러나 양산박의 뜻에 와닿는 바가 있었던 나진인은 공손승에게 하산을 허락하고, 고렴의 요술에 대항하기 위해 '오뢰천강 정법(五雷天罡 正法)'이라는 비술을 알려준다. 그 결과 공손승은 멋지게 고렴을 깨게 된다.
그러나 나진인에게는 양산박의 말로가 보이는 바람에 제자인 공손승을 포기할 수 없어 공손승에게 양산박을 떠날 때를 시사하거나 송강으로 하여금 기회를 보아 공손승을 이선산으로 돌려보내기로 약속하도록 하기도 하였다. 그리고 방랍토벌을 앞두고 공손승은 양산박에서 빠져 수행의 길로 돌아갔다. 또한 양산박이 괴멸한 후에는 주무·번서·교도청·마령 등도 나진인의 제자가 되었다.
속편인 《수호후전》에서는 이미 타계했다.